# Yasuhiko Asaka
Yasuhiko Asaka (Kyoto, 20 ottobre 1887 – Atami, 13 aprile 1981) è stato un principe e generale giapponese.
Egli fu fondatore di una linea collaterale della famiglia imperiale e fu ufficiale di carriera nell'esercito giapponese. Genero dell'imperatore Meiji e zio per matrimonio dell'imperatore Hirohito, il principe Asaka fu comandante delle forze giapponesi che assediarono e distrussero Nanchino, all'epoca capitale della Cina, nel dicembre del 1937. Ordinò il massacro di cittadini cinesi della città di Nanchino in quello che è ricordato come massacro di Nanchino, ma non venne mai formalmente accusato per le atrocità commesse in quanto appartenente alla casa reale giapponese.

## Biografia

### I primi anni
Il principe Yasuhiko nacque a Kyoto, ottavo figlio del principe Kuni Asahiko e della cortigiana Tsunoda Sugako. Il principe Kuni Asahiko era un monaco buddista e principe minore giapponese che discendeva dalla casata di Fushimi-no-miya, uno dei quattro rami della dinastia imperiale giapponese (shinnōke) titolati a poter ascendere al trono. Nel 1872 l'imperatore Meiji gli garantì il titolo di Kuni-no-miya e l'autorizzazione a iniziare un nuovo ramo collaterale della famiglia imperiale. Il principe Yasuhiko era fratellastro dei principi Higashikuni Naruhiko, Nashimoto Morimasa, Kaya Kuninori, Kuni Kuniyoshi, e fu padre della futura imperatrice Kōjun, consorte dell'imperatore Shōwa.

### Matrimonio e figli
Il 10 marzo 1906 l'imperatore Meiji garantì al principe Yasuhiko il titolo di Asaka-no-miya e l'autorizzazione appunto a dare il via a un nuovo ramo della famiglia imperiale. Il 6 maggio 1909 il principe Asaka sposò la principessa Nobuko (鳩彦王妃允子内親王; 7 agosto 1891 – 3 novembre 1933), ottava figlia dell'imperatore Meiji. La coppia ebbe quattro figli:
1. Asaka Kikuko (12 settembre 1911 – 12 febbraio 1989), sposò nel 1931 il marchese Nabeshima Naoyasu.
2. Asaka Takahiko (8 ottobre 1913 - 5 maggio 1994), sposò Todo Chikako, figlia quintogenita del conte Todo Takatsugu
3. Asaka Tadahito (4 gennaio 1914 – gennaio 1944), rinunciò ad appartenere alla famiglia imperiale e venne creato marchese Otowa nel 1936. Venne ucciso durante la Battaglia di Kwajalein;
4. Asaka Kiyoko (2 agosto 1919 - 2019), sposò il conte Ogyu Yoshiatsu.

### La carriera militare
Come altri principi imperiali del periodo Meiji, per Yasuhiko venne prevista la carriera militare. Egli ricevette la propria prima educazione alla scuola aristocratica del Gakushūin e poi alla Scuola Centrale di Preparazione Militare, per poi ottenere il diploma all'Imperiale Accademia Militare giapponese nel 1908 ed ottenere il grado di secondo luogotenente. Promosso capitano nel 1912, fu luogotenente colonnello nel 1917 e colonnello nel 1922.
Tra il 1920 ed il 1923 il principe Asaka studiò tattica militare presso l'École spéciale militaire de Saint-Cyr in Francia, assieme al fratellastro principe Higashikuni Naruhiko ed al cugino principe Kitashirakawa Naruhisa (1887–1923). Ad ogni modo, il 1º aprile 1923, egli venne coinvolto in un incidente d'automobile a Parigi che uccise il principe Kitashirakawa e lasciò al principe Asaka pesanti ferite per il resto della sua vita, pur godendo fin dall'inizio dell'assistenza della moglie giunta in Francia dal Giappone dopo l'accaduto. Dopo la convalescenza la coppia si recò in visita negli Stati Uniti nel 1925 ove si appassionò all'Art déco. Al ritorno in Giappone nel 1925, infatti, il principe Asaka fece costruire una sua nuova residenza in stile Art Deco a Tokyo. La casa venne completata nel maggio del 1933 e la principessa Asaka vi morì dopo alcuni mesi di permanenza.
Il principe Asaka venne promosso nel 1926 al rango di maggiore generale e venne nominato istruttore del Collegio di Guerra dell'esercito giapponese dal 1930. Nel 1933 venne promosso luogotenente generale ed assunse il comando della 1ª divisione della Guardia Imperiale. Nel dicembre del 1935 venne nominato membro del Supremo Consiglio di Guerra del Giappone che lo mise in una posizione di influenza nei confronti dell'imperatore Hirohito.
Ad ogni modo, durante l'incidente del 26 febbraio il principe Asaka fece pressione sull'imperatore perché nominasse un nuovo governo più accondiscendente nei confronti dei ribelli rimpiazzando il primo ministro Okada Keisuke con Hirota Koki. Il principe era formalmente sostenitore della fazione imperiale ma i suoi legami con altri pensatori dell'esercito gli causò delle discussioni con l'Imperatore e venne da quest'ultimo trasferito in Cina sotto il comando del generale Iwane Matsui nel 1937.

### Ruolo nel massacro di Nanchino
Nel novembre del 1937 il principe Asaka ricevette il comando della Armata di spedizione di Shanghai e divenne anche comandante temporaneo delle forze giapponesi a Nanchino, all'epoca capitale della Cina, durante la malattia del generale Matsui. comandante titolare dell'Armata regionale della Cina centrale. Durante questo periodo egli condusse l'assalto finale alla città dal 2 al 6 dicembre 1937, ordinando di "uccidere tutti i prigionieri" e dando così inizio al triste evento noto come "massacro di Nanchino" (12 dicembre 1937 - 10 febbraio 1938), uno dei maggiori crimini di sterminio operati dai giapponesi nell'ambito della seconda guerra mondiale. L'ordine venne eseguito dal luogotenente colonnello Isamu Chō, al quale molti storici attribuirono la paternità del gesto.
Probabilmente messo a conoscenza delle atrocità che si stavano compiendo, il principe giapponese non bloccò mai le azioni e lo stesso generale Matsui non ottenne l'autorità di porre il veto su quanto stava accadendo. Mentre la responsabilità dell'atto al principe Asaka è ancora oggi discussa, la corte internazionale ha ufficialmente condannato questi atti e molti dei responsabili militari della carneficina.
Nel febbraio del 1938, dopo la distruzione di Nanchino, sia il principe Asaka che il generale Matsui vennero richiamati in Giappone. Matsui si ritirò a vita privata, ma il principe Asaka rimase nel Supremo Consiglio di Guerra sino alla fine della guerra nell'agosto del 1945. Promosso al rango di generale nell'agosto del 1939, non ottenne più comandi militari. Sapendo che gli ufficiali dello SCAP americano avrebbero incolpato il principe Asaka del massacro di Nanchino, il generale Douglas MacArthur propose alla famiglia imperiale l'immunità per tutti i suoi membri in cambio della resa incondizionata e della disponibilità alla collaborazione.

### La vita dopo la guerra
Il 14 ottobre 1947 Asaka Yasuhiko ed i suoi figli persero i loro privilegi regali e vissero da comuni cittadini, dopo che la famiglia imperiale su suggerimento degli occupanti statunitensi si risolse ad abolire i rami collaterali della famiglia imperiale. A Yasuhiko ed ai suoi figli venne vietato di accedere a cariche pubbliche o militari in quanto militari nell'esercito imperiale giapponese e la stessa residenza di stile Art Deco del principe passò al governo giapponese, divenendo l'attuale Tokyo Metropolitan Teien Art Museum.
Asaka Yasuhiko si spostò dunque ad Atami, nella Penisola di Izu, a sud di Tokyo. Convertitosi al cattolicesimo il 18 dicembre 1951, fu il primo membro della famiglia imperiale a prendere questa decisione, e iniziò a dedicarsi al golf proponendosi come architetto per il plateau del Dai-Hakone Country Club. Asaka Yasuhiko morì per cause naturali il 13 aprile 1981 a 93 anni di età.

## La famiglia

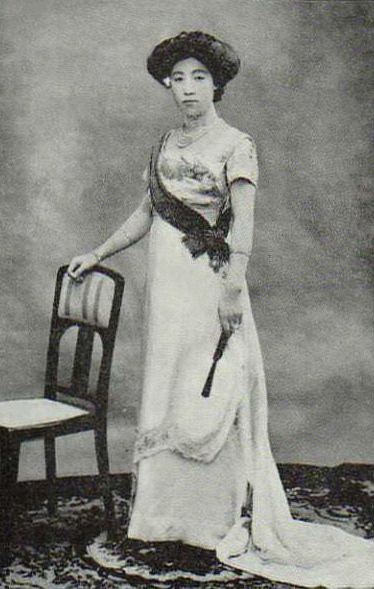
La principessa Asaka Nobuko, consorte
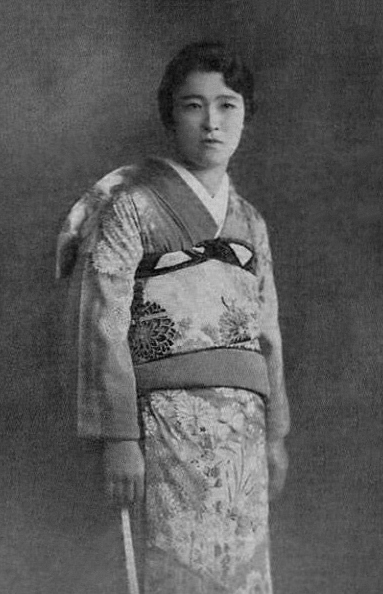
La principessa Asaka Kikuko, figlia primogenita
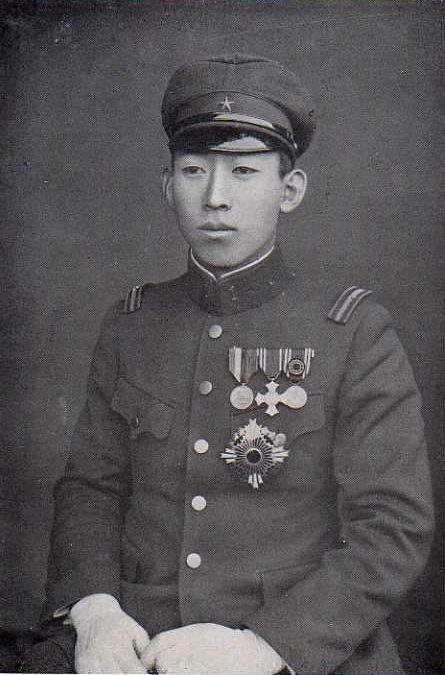
Il principe Asaka Takahito, figlio ed erede
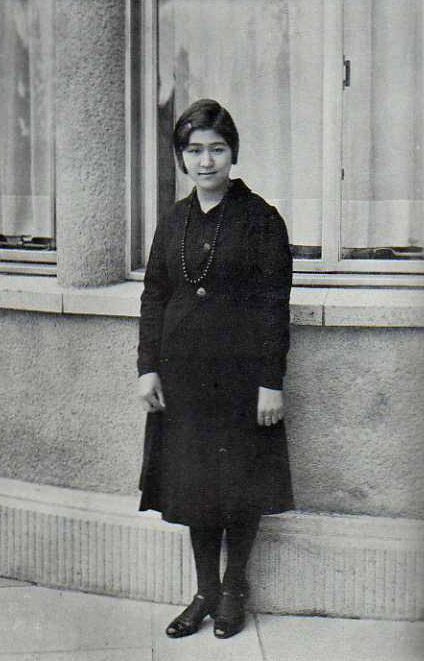
La principessa Asaka Kiyoko, figlia minore